# Capela (grupo de músicos)

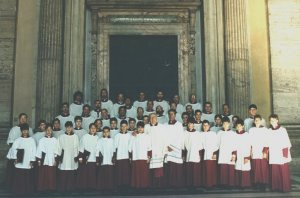
A Cappella Musicale Pontificia Sistina, em atividade desde o séc XV.

Em música, o termo capela (e seus equivalentes em outras línguas, como o italiano cappella, o francês chapelle, o alemão Kapelle ou o inglês chapel) significa não só um lugar de culto, ou os religiosos a este local associados, “mas também um grupo de músicos assalariados que serviam a uma instituição eclesiástica, ou ainda na casa ou na corte de um prelado, de um monarca ou de um nobre, a título sacro ou secular”.
Tais capelas podem consistir de “uns poucos cantores, ou de um grande corpo de cantores e instrumentistas” e “era frequente viajarem para o exterior, ou seguirem para guerra com seus senhores, por exemplo, quando a Chapel Royal inglesa esteve na França durante o séc. XV, ou quando a Cappella Mantovana (em que Monteverdi serviu) esteve na Hungria no início do séc. XVI”.
Entre as capelas mais famosas da história musical encontram-se a de Henrique V e Henrique VI, da Inglaterra, que tinha cerca de 30 membros, incluindo compositores importantes; a Capela Papal, em Roma, durante o final do séc XV e o início do séc XVI, onde serviram Josquin e Palestrina; as capelas Habsburgo, incluindo a de Maximiliano I no início do séc. XVI e a de Leopoldo I na segunda metade do séc. XVII (a capela real vienense iria mais tarde servir de base para a Orquestra Filarmônica de Viena e a Staatsoper); a Hofkapelle (capela da corte) de Dresden, fundada em 1648, da qual se originaram a atual orquestra de mesmo nome e o Teatro da Ópera de Dresden; e a Chapelle Royale, de Paris.

## Mestre de capela
Os dirigentes dessas instituições tinham títulos tais como maestro di cappella (italiano), maitre de chapelle (francês), Kapellmeister (alemão) maestro di capilla (espanhol), chapel master (inglês), ou mestre de capela; “eram postos importantes e cobiçados, geralmente ocupados por compositores bem sucedidos”, como Telemann, Bach ou Händel.